# Finschküste
Finschküste ist der ehemalige Name für die westlichste Küste des Kaiser-Wilhelms-Landes in Deutsch-Neuguinea. Geographisch liegt sie im mittleren nördlichen Abschnitt von Neuguinea zwischen der Yos-Sudarso-Bucht und der Mündung des Sepik (des ehemaligen Kaiserin-Augusta-Flusses). Benannt wurde sie nach dem Forschungsreisenden Otto Finsch.